# Mühledorf (Berna)
Mühledorf es una comuna suiza del cantón de Berna, situada en el distrito administrativo de Berna-Mittelland. Limita al norte con la comuna de Gelterfingen, al noreste con Gerzensee, al sur con Kirchdorf, y al oeste con Mühlethurnen y Kirchenthurnen.
Hasta el 31 de diciembre de 2009 situada en el distrito de Seftigen.

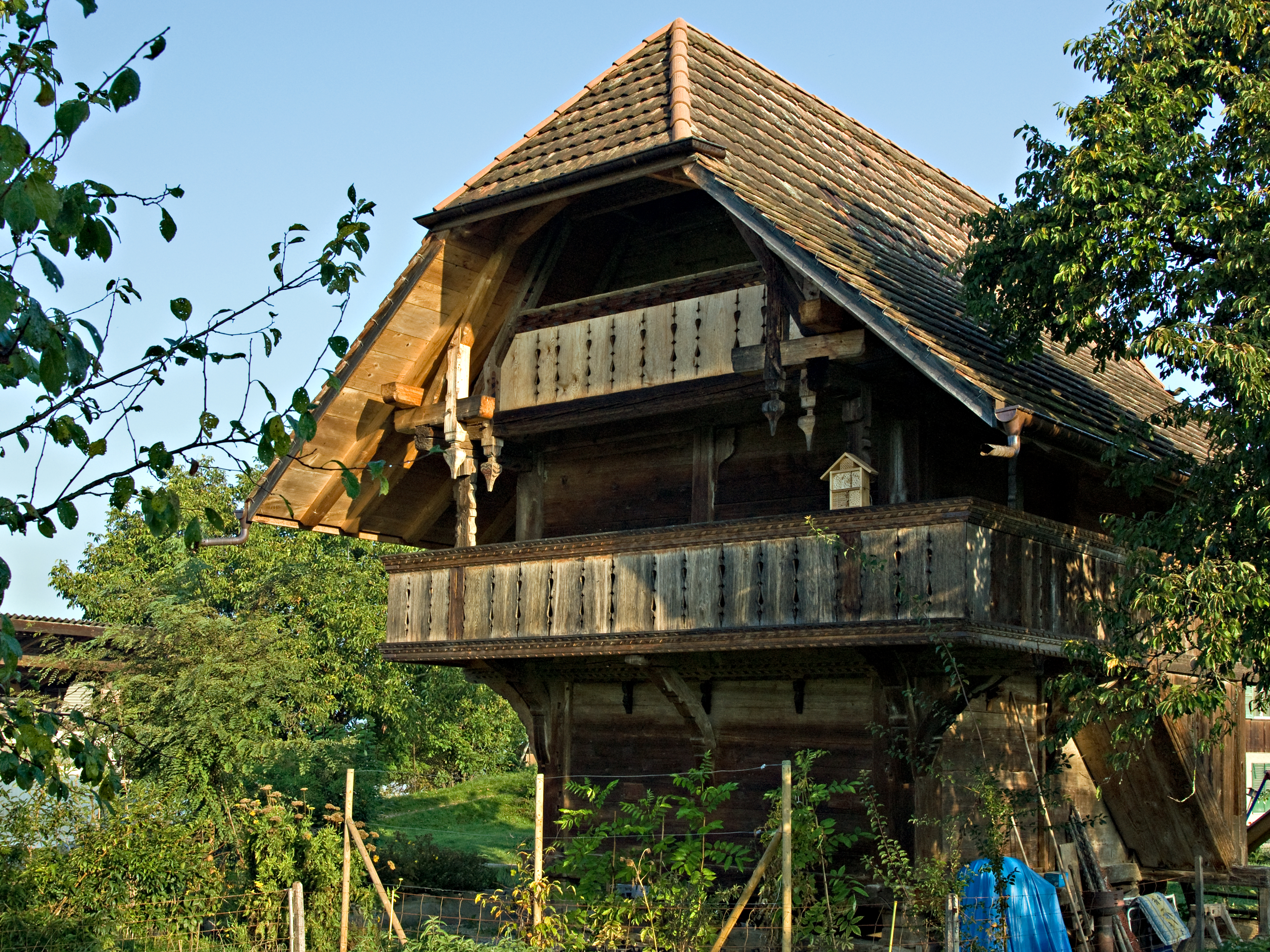
Speicher de Mühledorf.